# Pawieł Okuniew
Pawieł Ignatjewicz Okuniew (ros. Павел Игнатьевич Окунев, ur. 1906 w guberni wołogodzkiej, zm. ?) – funkcjonariusz radzieckich służb specjalnych, generał major.

## Życiorys
Urodzony w biednej rosyjskiej rodzinie chłopskiej, w latach 1920-1922 uczeń technikum pedagogicznego w Wytierdze, pracował w gospodarstwie ojca, potem był kierownikiem czytelni i nauczycielem w szkole dla dorosłych, w latach 1928-1931 żołnierz wojsk OGPU. Od 3 kwietnia 1931 do lutego 1932 kursant Centralnej Szkoły OGPU ZSRR, pracownik Pełnomocnego Przedstawicielstwa OGPU Kraju Dalekowschodniego, pomocnik pełnomocnika Oddziału 2 i pełnomocnik Oddziału 3 Wydziału Ekonomicznego PP OGPU Kraju Dalekowschodniego/Zarządu Bezpieczeństwa Państwowego (UGB) Zarządu NKWD Kraju Dalekowschodniego, od 1 sierpnia 1935 do 1 stycznia 1936 pełnomocnik operacyjny tego oddziału. Od 1 stycznia 1936 do 5 kwietnia 1937 pełnomocnik operacyjny Oddziału 5 Wydziału Ekonomicznego i Wydziału Kontrwywiadowczego UGB Zarządu NKWD Kraju Dalekowschodniego, od 27 czerwca 1936 młodszy porucznik bezpieczeństwa państwowego, od kwietnia do września 1937 słuchacz Centralnej Szkoły Głównego Zarządu Bezpieczeństwa Państwowego, od 27 września 1937 do marca 1938 pełnomocnik operacyjny Oddziału 10 Wydziału 4 Głównego Zarządu Bezpieczeństwa Państwowego, od marca do września 1938 pełnomocnik operacyjny Oddziału 10 Wydziału 4 Zarządu 1 NKWD ZSRR, 25 lipca 1938 mianowany porucznikiem bezpieczeństwa państwowego. Od 26 listopada 1938 do 16 stycznia 1939 śledczy Wydziału 2 Głównego Zarządu Bezpieczeństwa Państwowego, od 16 stycznia do 22 września 1939 starszy śledczy Sekcji Śledczej NKWD ZSRR, 22 września 1939 awansowany na majora bezpieczeństwa państwowego, od 22 września 1939 do 10 sierpnia 1949 szef Zarządu NKWD/MWD Głównego Zarządu Budownictwa na Dalekiej Północy NKWD/MWD ZSRR, 14 lutego 1943 mianowany pułkownikiem bezpieczeństwa państwowego, 26 października 1943 komisarzem bezpieczeństwa państwowego, a 9 lipca 1945 generałem majorem. Od 10 września 1949 do 20 grudnia 1950 szef Zarządu MWD obwodu penzeńskiego, od 20 grudnia 1950 do 11 czerwca 1951 szef Zarządu Kontrwywiadu MWD ZSRR, od 11 czerwca 1951 do 24 lipca 1953 zastępca szefa Gułagu i szef Zarządu 1 MWD ZSRR, od 24 lipca 1953 do 4 maja 1954 zastępca szefa Gułagu i szef Zarządu 1 Ministerstwa Sprawiedliwości ZSRR, od 4 maja 1954 do 11 czerwca 1956 szef Zarządu MWD obwodu riazańskiego, następnie zwolniony ze służby. 
27 sierpnia 1956 pozbawiony stopnia generalskiego.

## Odznaczenia
- Order Lenina (dwukrotnie)
- Order Czerwonego Sztandaru (dwukrotnie)
- Order Czerwonego Sztandaru Pracy (1941)
- Order Czerwonej Gwiazdy (dwukrotnie)
- Order „Znak Honoru” (1943)

I 3 medale.